# Lepidopygia
Lepidopygia is een monotypisch geslacht van zangvogels uit de familie prachtvinken (Estrildidae). Het geslacht kent de één soort:
- Lepidopygia nana  – Dwergekstertje